# Mramor (Pristina)
Pour les articles homonymes, voir Mramor.
Mramor en albanais et Mramor en serbe latin (en serbe cyrillique : Мрамор) est une localité du Kosovo située dans la commune/municipalité de Pristina, district de Pristina (Kosovo) ou district de Kosovo (Serbie). Selon le recensement kosovar de 2011, elle compte 1 073 habitants, dont 1 072 Albanais.
En 2011, le village de Zllash, qui jusqu'alors faisait partie de Mramor, a été recensé comme une localité à part entière ; il comptait 146 habitants, tous albanais,.

## Démographie

### Évolution historique de la population dans la localité
| 1948  | 1953  | 1961  | 1971  | 1981  | 1991  | 2011  |
| ----- | ----- | ----- | ----- | ----- | ----- | ----- |
| 1 591 | 1 767 | 1 693 | 1 707 | 1 623 | 1 892 | 1 073 |

|  |